# Avenue des Roches
Pour les articles homonymes, voir Roches.
L’avenue des Roches est une voie marseillaise située dans le 7e arrondissement de Marseille. 

## Situation et accès
Elle débute chemin du Roucas-Blanc au niveau du square Pierre-Aubert situé place du Terrail. Elle entame une longue descente et longe de nombreux lotissements tout en marquant la limite entre les quartiers du Roucas-Blanc et de Bompard. Elle se termine au croisement avec le chemin du Vallon-de-l'Oriol, qui prolonge son axe jusqu’à la corniche du Président-John-Fitzgerald-Kennedy.

## Origine du nom
La rue doit son nom à une propriété nommée Les Roches dont il a été demandé le lotissement, accordé par la délibération du conseil municipal en date du 13 novembre 1933.

## Historique
À l’origine, la rue qui n’était qu’une impasse se nommait « rue du Sauveur ».
Elle est prolongée en 1936 du Vallon de l'Oriol jusqu'au plateau du Roucas-Blanc. Elle est classée dans la voirie de Marseille le 9 juillet 1959.